# 8200 Souten
8200 Souten è un asteroide della fascia principale. Scoperto nel 1994, presenta un'orbita caratterizzata da un semiasse maggiore pari a 2,6217117 UA e da un'eccentricità di 0,1265415, inclinata di 1,59846° rispetto all'eclittica.